# Chorizagrotis agrestis
Chorizagrotis agrestis är en fjärilsart som beskrevs av Augustus Radcliffe Grote 1877. Chorizagrotis agrestis ingår i släktet Chorizagrotis och familjen nattflyn. Inga underarter finns listade i Catalogue of Life.